# Les Sept Îles
Les Sept Îles (Frans voor de zeven eilanden), in het Bretons ar Jentilez is een kleine eilandengroep ten noorden van de Bretonse kust. Het is het oudste en belangrijkste vogelreservaat van Frankrijk. Er bevinden zich grote kolonies van verschillende soorten zeevogels zoals aalscholvers, jan-van-genten, gewone alken en zeekoeten. Er is geen vaste menselijke bewoning. De eilanden horen bij de gemeente Perros-Guirec.
In 1912 werden de eilanden beschermd als Site Naturel Protégé. In 1976 werd het gebied een natuurreservaat, een Réserve Naturelle.

## Namen van de eilanden
De Franse naam "Sept Îles" of "Zeven Eilanden" is een verbastering van de Bretonse naam, die ongeveer hetzelfde klinkt maar "Monnikeneilanden" betekent. Eigenlijk zijn er maar vijf echte eilanden, naast een groot aantal rotsen:
1. Enez Bonno (Île Bono), het grootste eiland
2. Enez Plat (Île Plate),
3. Enez ar Breur of Jentilez (Île aux Moines), het enige publiek toegankelijke eiland
4. Melbann (Île Malban)
5. Riouzig (Île Rouzic), het voornaamste vogeleiland
Om aan zeven te komen, voegt men er soms nog aan toe:
6. ar Zerr (les Cerfs)
7. Kostann (les Costans)

Nog andere eilandjes zijn:
- Enez ar Razhed (Île aux Rats)
- ar Moudennoù

Het eiland Taveeg (Île Tomé), veel dichter bij de kust, wordt niet tot de archipel gerekend.
- Virtual International Authority File: 243031130